# Binge-watching

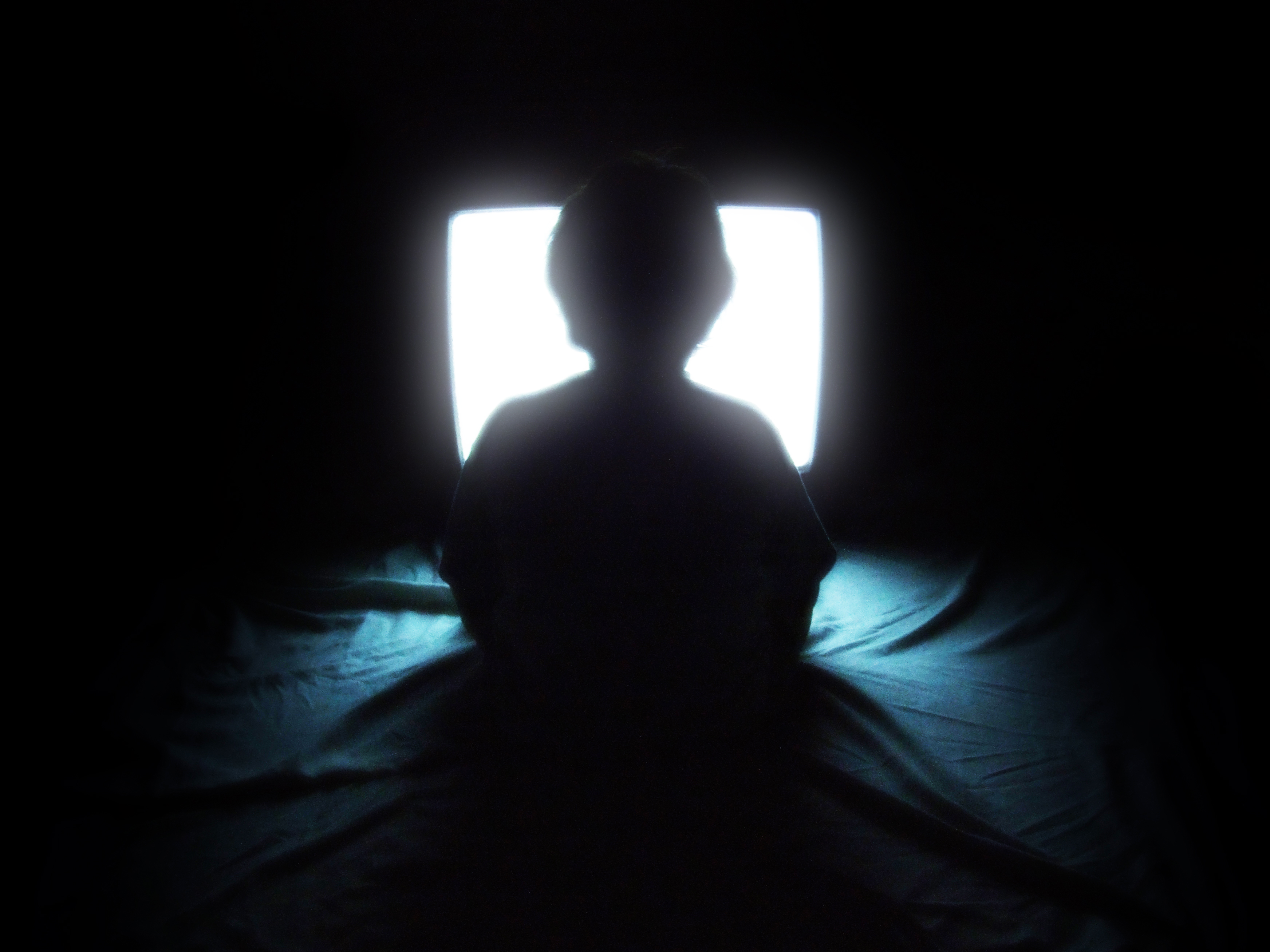
Un niño viendo la televisión.

Un maratón de series, atracón de series, y las expresiones inglesas binge-watching, binge-viewing o marathon-viewing, es la acción de ver varios capítulos de la misma serie de televisión de forma continua en formato digital, generalmente en un servicio de vídeo bajo demanda, aunque también a través de DVD. El sustantivo inglés binge por sí mismo significa «acto de consumo excesivo o compulsivo».
Tanto al interior de la industria del entretenimiento como desde el campo académico, esta nueva forma de acercarse a las producciones audiovisuales ha iniciado un debate sobre cómo afecta el consumo de éstas (o si lo hace) y cómo ha transformado o transformará sus estructuras narrativas.
De acuerdo a una encuesta de Deloitte de 2017, el 73 % de los estadounidenses mayores de 14 años realizan una maratón de series de forma regular. Por su parte, un estudio publicado por la Pontificia Universidad Católica de Chile arrojó que en 2016 el 87.3 % de los participantes, todos ellos chilenos, habían visto series en maratón al menos una vez en el último año, mientras que el 30.6 % lo habían hecho al menos una vez a la semana.
El término maratón de series ha sido usado por el popular servicio de vídeo bajo demanda Netflix en sus comunicados en español, que recurrentemente hace referencia a los hábitos de ver maratones de sus usuarios, como el de verlos junto a sus mascotas, o haciendo un repaso a las series que más se han visto en una maratón.
Para investigadores como Michael Samuel y Claire Cornillon, el binge-watching como fenómeno cultural está ligado directamente a plataformas en línea y servicios de vídeo bajo demanda.
En 2015, binge-watch fue nombrada palabra del año por el diccionario de inglés Collins.

## Cambio del modelo
Durante el siglo XX, el consumo de contenidos televisivos se basaba en que el telespectador debía encender su televisor en un día y a una hora precisa para ver su programa o programas preferidos. Con el advenimiento de las tecnologías digitales y los llamados medios de convergencia o nuevos medios, el modelo está cambiando hacia una práctica donde el público tiene el control de cuándo, dónde y qué ve. Dichas tecnologías y medios hacen posible la práctica de los maratones de series.
Para 2015, Ri Pierce-Grove en su artículo Just One More: How Journalists Frame Binge-Watching, indicaba que el fenómeno de ver un solo programa por varias horas era tan habitual que la industria, la crítica y las propias audiencias debían reconocer su importancia, la cual era tan grande que los productores audiovisuales debían adoptar sus formatos al nuevo modelo si deseaban seguir vigentes.

El 65.3 % de las personas que participaron en un estudio en Chile dijeron que el hacer maratón de series les provoca un mayor vínculo con la historia, mientras que el 57.2 % consideraron que les ayuda a seguir líneas argumentales complejas.
«Creo que [la maratón de series] es una buena forma de entretenimiento y que se ha modernizado con las opciones como Netﬂix, que te permiten verla a tu ritmo. Por un lado es liberador, porque uno elige cuando verla, pero por otro te amarra porque es ilimitado y puedes estar todo el día viendo tele» —participante de estudio en Chile, 23 años, de Vitacura—.

## Historia del término
El término inglés fue acuñado en la década de 1990 para definir la práctica de ver varios capítulos de series de televisión gracias a la publicación de varios capítulos de temporadas completas de éstas en formato DVD. Sin embargo, su ingreso al habla común en los EE. UU. se inició en la segunda década del siglo XXI a partir del surgimiento de servicios de vídeo bajo demanda como Netflix y Hulu. 
En 2011, un artículo del The Washington Post puso el tema en la mira pública al hablar de la forma en que los estudiantes universitarios a lo largo del territorio estadounidense veían programas de televisión incluso sin contar con un televisor y cómo esta práctica estaba cambiando sus hábitos de consumo. En 2013, Netflix dio otro impulso al término y a la práctica en sí al empezar a publicar temporadas completas de sus series en un mismo día.
Entre 2011 y 2015, el término en su forma anglosajona se normalizó y convirtió en la moda. Su uso se extendió tanto entre las audiencias como a través de las estrategias de mercadotecnia de plataformas de streaming como Netflix, pero también entre figuras políticas como Barack Obama y Bill Clinton. Una encuesta realizada por Netflix en 2013 indicaba que un 73% de los participantes consideraban la práctica del binge-watching como «aceptable» y «normal». En Francia, por ejemplo, el término ya era discutido como fenómeno cultural en la prensa mainstream al menos desde principios de 2014, meses antes de la llegada de Netflix a ese país, plataforma responsable en mayor medida de la difusión de esta práctica.
De acuerdo al diccionario en inglés Collins, en 2015 su uso aumentó en 200%, haciéndolo acreedor al título de palabra del año.

## Críticas
Los resultados de una encuesta en línea sugieren que los atracones visuales intensos de series televisivas pueden estar, en parte, motivados socialmente. En una muestra de estudiantes universitarios estadounidenses, quienes se daban atracones intensos eran más propensos a ser líderes de opinión y a experimentar el Miedo a Quedarse por Fuera (Fear Of Missing Out, o FOMO) que los maratonistas promedio o los no-maratonistas. Aquellos también reportaron niveles más altos de interacción parasocial con los personajes de las series que el resto de espectadores. Contrariamente a la creencia común, los atracones visuales intensos no se produjeron a costa de una menor participación social, sino todo lo contrario: los espectadores intensos reportaron que pasan significativamente más tiempo a diario con sus amigos y familiares, que aquellos que no hacen dichos maratones. Los atracones intensos también se asociaron, modestamente, con algunos resultados negativos, como la pérdida de sueño y disminución de la productividad.
La práctica del binge-watching ha sido criticada por promover el sedentarismo, aumentar las posibilidades de obesidad, y afectar los hábitos de sueño saludables.
Un estudio de la Universidad de Texas en Austin encontró que personas con cuadros de depresión y ansiedad eran más propensas a practicar binge-watching por periodos más prolongados, a pesar de que tuvieran tareas a realizar, mientras que otro de la Universidad de Toledo reportó que las personas que se identifican con la etiqueta de binge-watchers son más proclives a presentar estrés, ansiedad y depresión. Ninguno de estos estudios considera que los servicios de vídeo bajo demanda o la práctica del binge-watching causen depresión en los maratonianos, sino que estos se convierten en métodos de escape para las personas que ya presentan previamente estas condiciones.
En un estudio publicado en Chile, casi una tercera parte de los participantes dijeron sentirse "un poco culpables" luego de hacer binge-watching, mientras que cerca del 20% expresaron arrepentimiento "después de ver muchos capítulos de corrido" de una serie. De igual forma, uno de los participantes de 26 años consideró que el modelo de maratón de series que se acopla a los tiempos y gustos del usuario "de alguna forma reﬂeja la manera en que las personas quieren actualmente conseguir las cosas en la vida: de manera inmediata, sin postergarse (y quizás también sin esforzarse por tenerlas)”.
Aunque no es aplicable exclusivamente al binge-watching, esta práctica ha sido relacionada al miedo a quedarse fuera o FOMO (del inglés fear of missing out), el cual es explicado como el temor a ser excluido de una conversación cultural debido a que no se fue partícipe de un evento como un concierto, un espectáculo o el visionado de una película o serie. De esta forma, para evitar sentirse excluido, una persona podría realizar una maratón para ponerse al corriente de una serie y poder, posteriormente, discutir sobre ella en persona o, sobre todo, a través de redes sociales.
La académica francesa Claire Cornillon considera que el consumo de series audiovisuales de la forma tradicional -a través de su difusión por una cadena de televisión a un horario fijo- permite la construcción de una comunidad de espectadores que descubren al mismo tiempo la misma ficción, lo que le concede al producto parte de su valor. Asimismo, el tiempo que separa la transmisión de un episodio del siguiente ofrece al espectador la oportunidad de comunicarse con el resto de la comunidad y hacer esa espera un espacio significativo. Dichos elementos, ausentes de la experiencia del binge-watching, pueden significar una barrera para el público acostumbrado al modelo anterior, mientras que para las nuevas generaciones pueden ser un atractivo pues les da la posibilidad de comentar a través de las redes sociales toda la serie, al mismo tiempo que la van descubriendo.